# 贵州足球俱乐部
贵州足球俱乐部，原名贵州恒丰足球俱乐部，成立于2005年2月18日，解散前曾为中国足球甲級联赛参赛球队，位于贵州省贵阳市。2017赛季至2018赛季，该队曾为中超联赛参赛球队。
2022年4月3日，贵州足球俱乐部不符合亚足联准入相关规定，即存在超期未解决国际欠薪的情况，未获得联赛准入资格。

## 球队历史
贵州智诚的前身是有20多年历史的贵州兴黔足球队。2001年，球队由贵阳兴黔足球职业学校转到广西金嗓子青少年足球学校，2005年9月16日，由贵州智诚足球俱乐部有限公司支付60万转会费后足球学校回到贵阳。球队在2004年的全国U-15联赛山东赛区中获得冠军，又在2005年全国U-17悟州赛区登上冠军宝座。
贵州智诚成立后，在2006年4月，球队参加了全国U-17足球赛（泸州赛区），以7战7胜的全胜佳绩夺冠。2007年10月10日，球队荣获全国U-19“阿迪达斯”足球联赛季军。在2007年12月至2008年1月3日的全国U-19足球赛（呈贡赛区）中，贵州智诚队再次将冠军收入囊中。其中范云龙、韦健、唐渊三名球员入选国家青年队集训。俱乐部在2008年中国足球乙级联赛中首次亮相。球队最后排名南区第4，进入淘汰赛阶段，在第一轮被中乙劲旅天津火车头淘汰。
2010年贵州智诚在当年的中国足球乙级联赛中获得季军，无缘中甲。
2011年1月28日，贵州智诚以大约500万人民币的价格收购上海中邦的中甲参赛资格而得以征战2011年中国足球甲级联赛。贵州智诚保留参加2010年中乙联赛的球员阵容并随即回购两名已经转会离队的球员范云龙及王立春加上原上海中邦的数名主力，上赛季带领贵州智诚队取得中乙联赛第三名的功勋教练袁弋升格为俱乐部的执行总经理。在2011年中甲联赛前半阶段，球队在原山东鲁能助理教练王海芳率领下，表现相当出色，连续击败武汉中博、沈阳东进、天津松江，一度名列积分榜前茅。球队在前11轮联赛便已获得13分。但6月王海芳因车祸离世后，球队成绩一落千丈。其后原中国国少队主教练张宁接任主教练一职亦无助改善成绩，带队打了11场联赛只得4分。袁弋再度出山执教球队但为时已晚，最终贵州队以4胜8平14负得20分的成绩排名倒数第一，不得不参加保级附加赛。在附加赛中，贵州智诚点球决战5比6不敌中乙联赛季军福建骏豪，降回到乙级联赛。
2012赛季结束，以冠军身份从乙级升级到中甲联赛。2013赛季前段，球队一直处于联赛降级区，5月27日，袁弋宣布辞职，第二天，前中国国家队助理教练阿里·肖成为球队的新任教练。不过，球队在中甲联赛前14轮只取得0胜6平8负的成绩，在第15轮比赛才取得赛季首胜，是中甲史无前例的开局最长不胜时间，最终未能保级成功。
2015年2月27日，由于沈阳中泽宣布解散並退出中甲联赛，贵州智诚以2014年乙级联赛季军递补参赛，再次回归中国足球甲级联赛，中国足协特别为贵州智诚将转会窗口关闭时间由2月27日延长至3月6日。
2016年1月8日，俱乐部转让部分股权至贵州恒丰伟业房地产开发有限公司，并更名为贵州恒丰智诚足球俱乐部。
2016年10月22日，贵州恒丰智诚足球队成功冲入中超。
2018赛季排名中国足球超级联赛第16名，降级中甲。
2021年1月16日，贵州恒丰更名为“贵州足球俱乐部”。
2022年4月3日，因存在超期未解决国际欠薪的情况，贵州队未获得联赛准入资格。翌日，贵州足球俱乐部对未获得新赛季中甲联赛准入资格进行了回应，并表示尊重中国足协的决定，不准备进一步上诉；对于球员欠薪，贵州队将会和有关部门一起协调妥善解决。

## 球队构架
主席： 文筱婷

總教練： 王新欣

隊長： 林隆昌
贵州智诚足球俱乐部有限公司是贵阳市智诚商场有限公司和贵阳兴黔足球职业学校合股组建的。贵州第一个足球企业经营实体，足球学校也是俱乐部的一部分。

## 队徽

贵州智诚队徽 （2011-2015）
贵州恒丰智诚队徽 （2016-2017）
贵州恒丰队徽 （2018-）